# Stazione di Magione
La stazione di Magione è una stazione ferroviaria posta sulla linea Terontola-Foligno. Serve il territorio comunale di Magione.